# بين إيفرسون
بين إيفرسون (بالإنجليزية: Ben Everson)‏ (15 أبريل 1987 في المملكة المتحدة - ) هو لاعب كرة الصالات ‏ ولاعب كرة قدم بريطاني في مركز الهجوم. لعب مع ناتسبيرنوفلاغ أكوريرار ونادي بريدابليك ونادي يورك سيتي وEl Paso Patriots ‏ ونادي غيتزهد وBÍ/Bolungarvík ‏ وجمعية الشباب في تينداستول ‏ وGuisborough Town F.C. ‏ وIMG Academy Bradenton ‏ وNorton & Stockton Ancients F.C. ‏ وShildon A.F.C. ‏ وWest Texas FC ‏ ونادي إسكلستونا.

## وصلات خارجية
- بين إيفرسون على موقع قاعدة بيانات كرة القدم.إي يو (الإنجليزية)
- بين إيفرسون على موقع Soccerbase.com (لاعب) (الإنجليزية)
- بين إيفرسون على موقع Soccerway.com (الإنجليزية)